# Ingå
Ingå [ˈɪŋŋoː] (finn. Inkoo [ˈiŋkoː]) ist eine Gemeinde an der Südküste Finnlands. Sie liegt in der Landschaft Uusimaa 55 km westlich der Hauptstadt Helsinki. 59 % der Einwohner von Ingå sind Finnlandschweden. Die Gemeinde ist offiziell zweisprachig mit Schwedisch als Mehrheits- und Finnisch als Minderheitssprache.
Unter Ausschluss der Meeresgebiete hat Ingå eine Fläche von 357,49 km². Davon sind 9,68 km² Binnengewässer. Der Küste von Ingå vorgelagert ist ein ausgedehntes Schärengebiet, das von rund 300 Menschen dauerhaft bewohnt wird. Die größten Inseln sind Orslandet, Barölandet und Älgsjölandet. Barölandet ist über eine Brücke mit dem Festland verbunden, von Barölandet wiederum führt eine Fähre nach Orslandet. Die Schären von Ingå sind ein beliebtes Ferienziel, sie beherbergen etwa 2000 Ferienhäuser.
Rund die Hälfte der Bevölkerung wohnt im Gemeindezentrum an der Meeresbucht Kyrkfärden (Inkoonlahti?). Der zweitgrößte Ort der Gemeinde ist Degerby, daneben umfasst Ingå die Siedlungszentren Täkter (Tähtelä), Solberg (Päivölä), Fagervik, Ingå station (Inkoon asema) und Barösund. Durch die Nähe zu Helsinki wächst die Bevölkerungszahl von Ingå stetig. Durch den Zuzug aus anderen Teilen des Landes erhöht sich auch der finnischsprachige Bevölkerungsanteil.

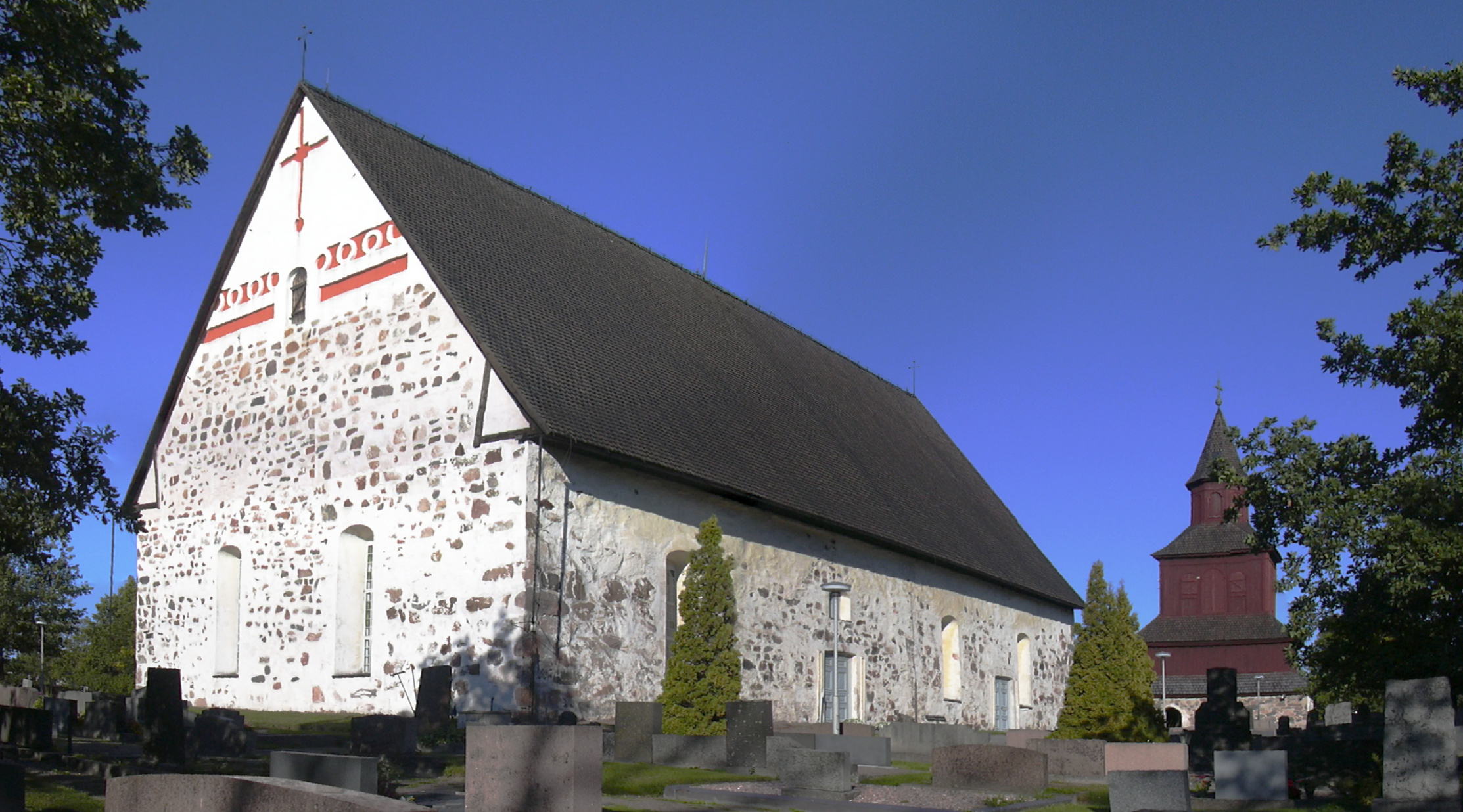
Die mittelalterliche Feldsteinkirche von Ingå

Ingå wurde erstmals im Jahr 1335 urkundlich erwähnt. Die Kirche von Ingå stammt aus dem frühen 16. Jahrhundert. 1646 wurde in Fagervik ein Hochofen errichtet. Durch die Eisenhütte wurde Ingå im 18. Jahrhundert zu einem wichtigen Industrieort. Daneben ernährten sich die Bewohner von Ingå hauptsächlich durch Landwirtschaft, Viehzucht und Fischerei. Während der russischen Zeit ab 1809 ging es für die Eisenhütte abwärts, endgültig geschlossen wurde sie 1902. 1873 wurde die Eisenbahnstrecke von Hanko nach Hyvinkää eröffnet, 1903 folgte die Strecke zwischen Karis und Helsinki. Damit konnten die Einwohner von Ingå nun in einer halben Stunde in die Hauptstadt reisen, während sie früher auf eine fünfstündige Dampfschiffverbindung angewiesen waren. Nach dem Zweiten Weltkrieg musste Finnland 1944 das Gebiet der Halbinsel Porkkala für 50 Jahre an die Sowjetunion verpachten. Zu dem Gebiet gehörte fast ganz Degerby (damals eine eigenständige Gemeinde) und ein Teil der Gemeinde Porkkala. Die Sowjetunion gab Porkkala bereits 1956 zurück, kurz darauf wurde Degerby in Ingå eingemeindet.
Ingå liegt an der Königsstraße, dem alten Weg der schwedischen Könige von Turku nach Viipuri. Heute ist die Königsstraße eine touristische Route. Zu den Sehenswürdigkeiten von Ingå gehören die Kirche aus dem 13. Jahrhundert und die alte Eisenhütte von Fagervik mit einem angeschlossenen Gutshof von 1773 und einer Holzkirche aus dem Jahr 1737.

## Persönlichkeiten
Zu den bekanntesten Einwohnern der Gemeinde gehören der zweifache Rallye-Weltmeister Marcus Grönholm (* 1968) und die Schauspielerin Venla Savikuja (* 1990).